# Palácio do Planalto

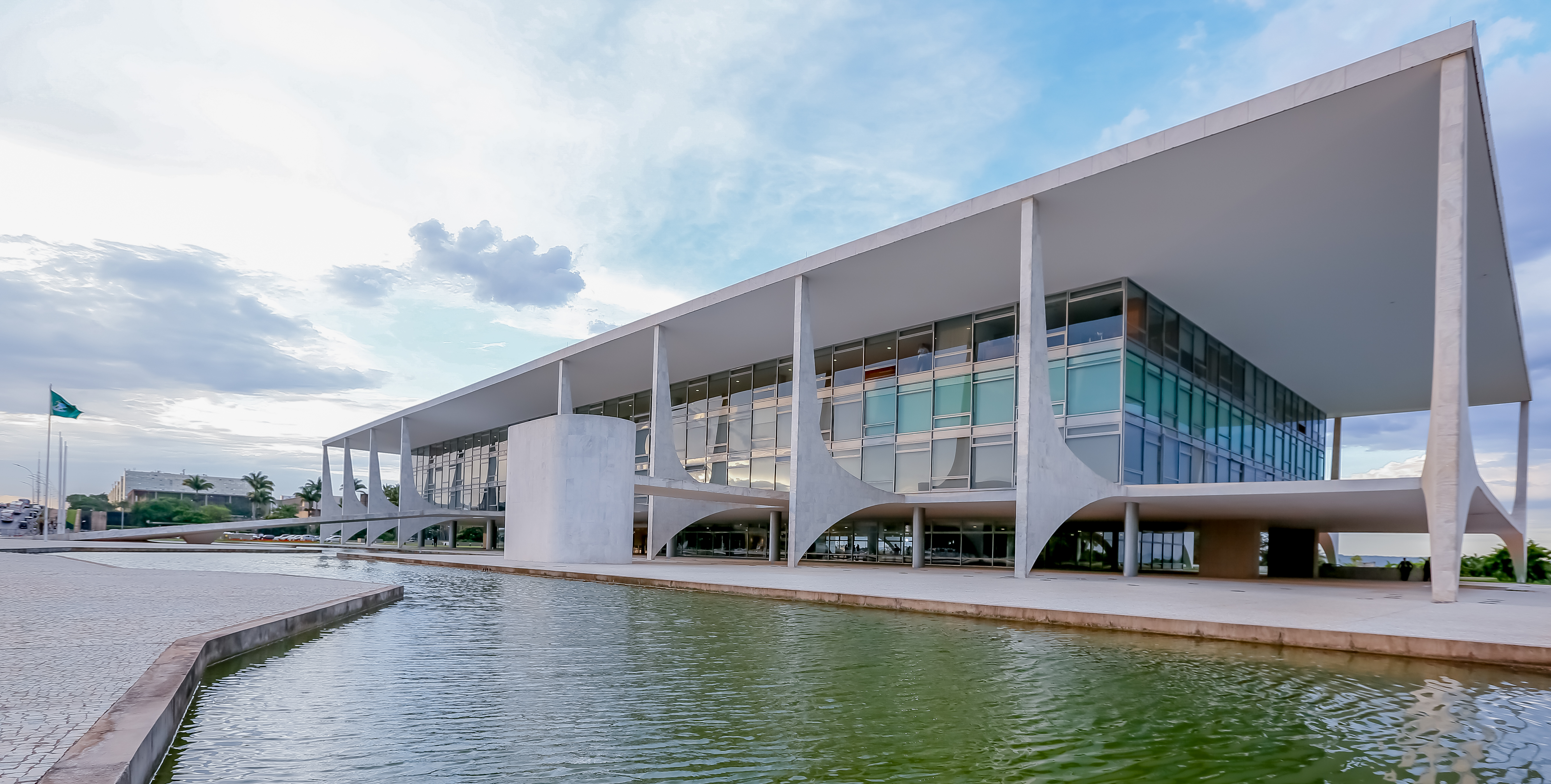
Palácio do Planalto

Der Palácio do Planalto (deutsch „Palast der Hochebene“) ist der offizielle Arbeitsplatz des Präsidenten der Republik Brasilien. Er befindet sich an der Nordseite der Praça dos Três Poderes in Brasília. Da er als Sitz der Regierung gilt, wird der Begriff „o Planalto“ oft als Metonymie für die Exekutive gebraucht.
Im Gebäudekomplex befindet sich keine Dienstwohnung des Präsidenten, hierfür wird der Palácio da Alvorada genutzt.

## Architektur und Baugeschichte
Der Palácio do Planalto ist Teil des Plano Piloto und war eines der ersten Gebäude, die in der Hauptstadt errichtet wurden. Der Bau begann am 10. Juli 1958 und folgte einem architektonischen Projekt von Oscar Niemeyer aus dem Jahr 1956. Die Arbeiten wurden am 21. April 1960 innerhalb des Zeitplans abgeschlossen und erlaubten es, den Palácio do Planalto zum Mittelpunkt der Feierlichkeiten zur Einweihung der neuen Hauptstadt zu machen. Bis dahin befand sich die Residenz des Präsidenten in einem temporären, am 31. Oktober 1956 eingeweihten, hölzernen Gebäude – im Volksmund als der Catetinho-Palast bekannt – am Stadtrand von Brasilia.
Das Design des Palácio do Planalto ist gekennzeichnet durch die Einfachheit der Linien mit einer Dominanz der Horizontalen; Kurven und Geraden kombinieren sich in einer Weise, die dem Gebäude eine bemerkenswerte Plastizität verleihen. Die Säulen haben die von Niemeyer gewünschte Wirkung, der das Gebäude als „leicht wie eine Feder, die auf dem Boden landet“ sah.
Die umgebenden Gärten folgen Entwürfen des Landschaftsarchitekten Roberto Burle Marx. Im Jahr 1991 erfolgte eine Umgestaltung durch die Errichtung eines Wasserbeckens vor dem Gebäude und entlang dessen rechter Seite. Die Wasserfläche beträgt rund 1635 m², bei einer Wassertiefe von rund 1,1 Meter und einer Breite des mit Kois besetzten Beckens von 5 bis 20 Meter fasst dieses etwa 1900 m³. Der Beschluss zur Errichtung dieses Wasserbeckens erfolgte am Ende der Amtszeit des Präsidenten José Sarney, nachdem ein arbeitsloser LKW-Fahrer bei einem Anschlag mit einem Bus eine der Säulen des Gebäudes gerammt hatte.
Nahe dem Palast wurde 1990 ein Heliport errichtet.
Der Palast besitzt vier Etagen, die überbaute Fläche beträgt rund 36.000 m²; zum Komplex gehören vier weitere Gebäude. Die erste Etage beherbergt den Empfang und Möglichkeiten für Pressekonferenzen, das zweite Geschoss wird von verschiedenen Besprechungsräumen und dem Sekretariat für Presse- und Öffentlichkeitsarbeit eingenommen. In der dritten Etage befinden sich die Büros der wichtigsten Berater des Präsidenten und Teile des Präsidialamtes untergebracht, das Obergeschoss beherbergt unter anderem das Amt für institutionelle Sicherheit.
Das Parlatório – der Ort, an dem der Präsident und seine Gäste sich an auf dem Platz der drei Gewalten versammelte Menschen wenden können – befindet sich auf der linken Seite des Haupteingangs. Es wurde bisher nur höchst selten genutzt, so bei der Einweihung Brasílias, bei der Amtseinführung von Fernando Henrique Cardoso und der zweiten Amtseinführung von Luiz Inácio Lula da Silva.
Der von der Präsidentengarde bewachte Haupteingang, welcher über eine Rampe zugänglich ist, dient nur bei besonderen Anlässen, wie Staatsbesuchen, als Zugang zum Gebäude. Regulär wird im Normalfall der Nordeingang genutzt.

## Ausstattung
Die Ausstattung des Palácio do Planalto vereint von brasilianischen und ausländischen Künstlern gestaltete Gemälden, Skulpturen und Wandteppiche. Besondere Aufmerksamkeit verdienen neben den Möbeln die Sammlung von Porzellan der Companhia das Índias und die portugiesischen Silberarbeiten des 18. Jahrhunderts. Einige Stücke wurden in Abstimmung mit Niemeyer speziell für das Gebäude entworfen, wie der Wandteppich „Músicos“ von Emiliano Augusto Cavalcanti de Albuquerque e Melo.
Die Bibliothek des Palácio do Planalto – 2005 für umgerechnet 700.000 Dollar vollständig renoviert – besitzt eine Sammlung von 33.000 Bänden (Bücher, Zeitschriften und Sammlung von Zeitungsausschnitten). Hier finden sich Sammlungen von Gesetzen in Brasilien, der Amtsblätter der Föderativen Republik Brasilien und der Reden der Präsidenten der Republik.

## Zugang
Das Gebäude ist öffentlich nur zeitlich begrenzt zugänglich, an Sonntagen kann der Palácio do Planalto zwischen 9:30 und 13:00 Uhr im Rahmen 20-minütiger geführter Touren besucht werden.